# Сървайвър: Борнео
„Сървайвър: Борнео“ (на английски: Survivor: Borneo) е първият сезон на американското реалити шоу „Сървайвър“. Първоначално той се предава под името „Сървайвър“, но официалното му заглавие се променя на „Сървайвър: Борнео“ за да го отличи от следващи части на поредицата. Преди промяната на „Сървайвър: Борнео“, сезонът е всеобщо познат като „Сървайвър: Пулау Тига“, но той бива променен отново на сегашното си заглавие, за да се избегне объркване с десетия сезон, Сървайвър: Палау. Шоуто започва снимки на 31 март 2000 година и приключва на 20 април 2000 година. То излиза в ефир по-късно същата година по телевизия CBS. То е заснето на остров Пулау Тига в щата Сабах, край брега на Борнео, Малайзия. Шоуто излиза на DVD на 11 май 2004 година.
Шестнадесетте участници първоначално се разделят в две племена, именувани Таги и Пагонг по имената на плажовете им. Когато остават десет играчи, участниците се сливат в едно племе, именувано Ратана. Докато имената и местата на Таги и Пагонг се избират от режисьорите, името Ратана е избрано от участниците Шон Кениф и Джена Люис, поради големите количества на ратаново дърво на острова. След 39 дни на съревнование, корпоративният треньор Ричард Хеч е избран за Единствен оцелял, побеждавайки водача на салове в плитки води Кели Уигълсуърт след гласуване на журито 4 – 3. През 2006 година се разкрива, че Хеч е пропуснал да декларира спечелените си пари, измежду други припечелени пари, в данъчната си декларация и е осъден на 51 месеца затвор.
Финалът на „Сървайвър: Борнео“ получава най-високите рейтинги от всички епизоди на „Сървайвър“ дотогава. Ричард Хеч, Джена Люис, Руди Бош, Сюзан Хоук и Колийн Хаскел биват поканени да участват отново в осмия сезон на „Сървайвър“, „Сървайвър: All-Stars“. Хаскел е единствената, която отказва възможността.